# マンクス2 7100便着陸失敗事故
マンクス2 7100便着陸失敗事故（マンクス2 7100びんちゃくりくしっぱいじこ）とは、マンクス2が運航する近距離定期便のフェアチャイルド・スウェアリンジェン メトロライナーが、2011年2月10日にコーク空港での着陸に失敗した事故である。

## 事故概要
2011年2月10日、現地時間午前9時50分頃、北アイルランド首都のベルファストからアイルランドのコークへ向かっていた近距離定期便である7100便が、コーク空港の滑走路17への着陸に失敗した。機体は最終進入中、右に大きく傾き滑走路に接触、裏返しになって大破した。
乗員乗客12名の内、機長と副操縦士および乗客4名の合計6名が死亡し、乗客4名が重傷を負った。アイルランドでは過去45年間で最悪の航空機事故となった。
7100便は濃霧のために事故直前に2度着陸復行をしていた。3度目の着陸進入では主な操縦は副操縦士が担当したがエンジンの推力調整のみ機長が担当しており（後述）、操縦は1人が行い、もう1人は計器を確認するという手順を逸脱していた。

## 事故原因
この事故の直接の原因はパイロットエラーだが、その他さまざまな要因があった。
機長は事故の4日前に機長に昇格したばかりであり、機長として経験不足であった。副操縦士は雇用から3週間しか経っておらず、両名共にフェアチャイルド・メトロライナーの慣熟訓練が未了だった。（このような勤務は違反行為であり、通常、機長もしくは副操縦士が経験不足である場合は、どちらかのパイロットには100時間以上の飛行経験が求められる。）
また、目的地であるコーク空港は霧が発生しやすい場所にあり、そのような視界不良の起きやすい環境下では、操縦に対する技量が要求される為、不慣れなパイロット同士の組み合わせは不適当であった。
さらに、事故機には客室乗務員がおらず、乗客の案内や、飛行準備作業（事業者は当該機を含むフェアチャイルド・メトロライナーを夜間は貨物機、日中は旅客機として運用を行なっていた為、座席の設置作業など）をパイロット自身が行っており、睡眠不足などの肉体的、精神的な疲労が累積していた。
当日は空港の気象状態が悪く、本来ならば別の空港に代替着陸するべきだったが、会社側から振替え便や代替輸送手段などの支援を受けられなかった為、着陸を強行せざるを得ない状況にあった。
フライトレコーダーの記録から、事故機のエンジンが整備不良により左右で推力に差があり、右に傾斜しやすい状態にあった。この問題は事故の106時間前から発生していたが、整備されていなかった。
このような状況が重なり、3度目の着陸進入の際に機長が誤って左エンジンをリバース位置に入れてしまい左に傾斜、それを修正しようと出力を上げたところでエンジン推力の差が生じ今度は右に傾斜した。しかし操縦を副操縦士、エンジン推力の調整を機長が行う不適切な作業分担を行った結果、機体の傾斜に対する修正操作に遅延が生じ、右主翼が滑走路に接触しそのまま機体が横転大破した。

## 事業者
マンクス2は2006年に設立されたスペイン資本の会社だったが、拠点はマン島のマン島空港となっており、インターネット上でチケットを販売しているだけのいわゆるバーチャルエアラインであった。事故機はスペインの会社の所有で整備も外注であった。事故の後、2012年12月に運航停止し、MBOにより設立されたシティウイングに移管された。